# نجد الغرف (مناخة)

تعديل مصدري - تعديل

نجد الغرف هي إحدى قرى عزلة بني حسن وحسين بمديرية مناخة التابعة لمحافظة صنعاء، بلغ تعداد سكانها 42 نسمة حسب تعداد اليمن لعام 2004.